# 5653 Camarillo
5653 Camarillo eller 1992 WD5 är en asteroid i huvudbältet som upptäcktes den 21 november 1992 av de båda amerikanska astronomerna Eleanor F. Helin och K. J. Lawrence vid Palomarobservatoriet. Den är uppkallad efter den staden amerikanska staden Camarillo.
Asteroiden har en diameter på ungefär 1 kilometer och den tillhör asteroidgruppen Amor.